# 邱于銘
邱于銘（英語：Chiu Yu Ming，1991年11月9日—），生於香港，香港前職業足球員，司職守門員，現時已業餘身份效力香港甲組聯賽球會凱景。

## 早年生活
邱于銘生於香港，早年就讀拔萃男書院。最初因為父親而接觸足球，父親除了會跟他在樓下街場踢足球外，亦會帶他到旺角大球場看港甲，他成長於大埔寶雅苑五人場，與李樹烊及李樹燊等不少前港青球員當隊友，後來由於眼見身邊不少球員陸續投考區隊青年軍，並入選香港代表隊，令邱于銘亦燃起自己的足球夢。
在踢小學學界賽時，他是一名中場球員，在李樹烊介紹下，以守門員身份加入由現和富大埔主教練李志堅執教的大埔U15青年軍，接受有系統的訓練，其後代表過大埔出席曼聯超級盃世界賽，與同組對手有少年韋碧克在陣的曼聯U15和拉菲爾達施華的富明尼斯U15比賽，
而亦因為門將位置的表現加上不俗的成績，邱于銘獲邀轉校到名校拔萃男書院，由馮凱文教練執教，隨後亦因和富大埔在2010年歷史性奪得足總盃冠軍，令時為大埔青年軍的邱于銘希望晉身職業級別，同年邱于銘參與由香港電台和香港足球總會及英超球會伯明翰聯合舉辦的《一腳成名·踏上英超路》節目，以獲得到英國接受為期3週的足球訓練，惟最後他未能夠進入。

## 球會生涯
2010年，邱于銘加盟地區球會大埔，再在2011年畢業後轉投以年輕球員組成的港菁，球季結束後，他加盟由恩師馮凱文執教的地區球會南區，還成為年度最佳青年球員的大熱，惟南區並無提名他競逐選舉，不過球會在球季結束後宣佈不參加新成立的港超聯，留在甲組聯賽角逐，
而其職業生涯的第5個年頭，則加盟港超聯球會YFC澳滌與青年軍教練李志堅重逢並獲重用，更憑出色的表現助球會取得季後附加賽資格，但可惜YFC澳滌不敵南華無緣亞洲賽，最終球會仍因贊助商撤資，散班收場，而邱于銘的足球路亦開始遇到阻滯，3隊曾効力的球隊，到季尾均以降班或散班收場，雖然家人沒有埋怨或反對其以足球為職業，但畢竟在香港做足球員難保障自己，也要為未來打算，
所以他一直存有轉投紀律部隊的念頭，但慶幸在計劃另覓出路之際，獲恩師馮凱文邀請加盟地區球會元朗，令他的退役計劃暫告一段落，因此同年已考取D級教練牌照，並修讀體適能教練課程，當季他更成為港超成功撲救次數最多的門將，上陣14次造出46次撲救，而且協助元朗護級成功，在足總盃4強爆冷擊敗東方，闊別37年殺入決賽，最終不敵香港飛馬失落冠軍，
季尾再轉會理文流浪，但邱于銘與家人商量後2年後就會退役投考香港海關，為將來生活打算，到2017年4月，他投考海關成功並與球會提前解約準備入營受訓，而流浪在4月23日聯賽，以5–2大勝標準灝天後球會向的邱于銘送上全隊簽名球衣，直到8月17日，邱于銘經過15個星期的訓練後畢業，並轉會甲組非職業球會凱景。

## 榮譽
元朗
- 香港足總盃亞軍（2015–16季度)

YFC澳滌
- 港超聯賽季後附加賽亞軍（2014–15季度)

香港代表隊
- 港澳埠際賽冠軍（2012、2013、2015年）

## 外部連結
- 香港足球總會網頁球員註冊資料 （页面存档备份，存于）